# Room for Squares
Room for Squares é o álbum de estreia do músico norte-americano John Mayer, lançado em 18 de setembro de 2001 pela Columbia Records nos Estados Unidos. Foi originalmente lançado de forma independente através da Aware Records, em 5 de junho de 2001. O segundo single do álbum, Your Body Is a Wonderland deu a Mayer o Grammy Award de melhor performance vocal pop masculina. Ao longo das canções Mayer aborda temas como sua auto-admitida “crise dos 20 e poucos anos”, as “agitações em sua alma” e a falta de controle da “sua boca estúpida”. O álbum agrega uma variedade de gêneros musicais bem como grooves de funk e jazz, guitarras de música pop e e muita música acústica. Anthony Decurtis, escrevendo para a Rolling Stone comparou Mayer a nomes como Elvis Costello, David Gray e Dave Matthews.

## Recepção
Em abril de 2002, o Room for Squares havia aumentado em oito das nove semanas anteriores, o maior ganho da tabela Billboard 200 (do número 82 para 56) - um aumento de 36%. O aumento foi atribuído à combinação de uma performance de março do The Tonight Show with Jay Leno e a campanha de rádio e varejo lançada em mais de 10 estações onde Mayer estava recebendo airplay. O álbum chegou ao número #07 no Catálogo Pop da Billboard. Um vendedor constante, o álbum foi certificado como platina, apesar de nunca ter sido um top 10 em vendas.
Anthony DeCurtis (para Rolling Stone) deu ao álbum quatro estrelas, chamando-o de “irresistível”. PopMatters fez uma crítica desfavorável, dizendo "não desagrada, nem tenta se tornar muito emocionante na maior parte". Robert Christgau disse que letras de composição como “She keeps a toothbrush at my place / As if I had the extra space” (em português: “Ela mantém uma escova de dentes na minha casa / Como se eu tivesse espaço extra”) em “City Love” são uma melhoria em relação a Norah Jones.

## Lista de faixas
| Versão padrão (lançamento original) |                             |                       |         |  |
| N.º                                 | Título                      | Compositor(es)        | Duração |  |
| 1.                                  | "No Such Thing"             | John Mayer; Clay Cook | 3:51    |  |
| 2.                                  | "Why Georgia"               | Mayer                 | 4:28    |  |
| 3.                                  | "My Stupid Mouth"           | Mayer                 | 3:45    |  |
| 4.                                  | "Your Body Is a Wonderland" | Mayer                 | 4:08    |  |
| 5.                                  | "Neon"                      | Mayer; Cook           | 4:22    |  |
| 6.                                  | "City Love"                 | Mayer                 | 4:00    |  |
| 7.                                  | "83"                        | Mayer                 | 4:51    |  |
| 8.                                  | "Love Song For No One"      | Mayer; Cook           | 3:21    |  |
| 9.                                  | "Back To You"               | Mayer                 | 4:01    |  |
| 10.                                 | "Great Indoors"             | Mayer                 | 3:36    |  |
| 11.                                 | "Not Myself"                | Mayer                 | 3:36    |  |
| 12.                                 | "St. Patrick's Day"         | Mayer                 | 5:21    |  |
| Duração total:                      | Duração total:              | Duração total:        | 49:20   |  |

| Relançamento pela Columbia |                             |                |         |  |
| N.º                        | Título                      | Compositor(es) | Duração |  |
| 1.                         | "No Such Thing"             | Mayer; Cook    | 3:51    |  |
| 2.                         | "Why Georgia"               | Mayer          | 4:28    |  |
| 3.                         | "My Stupid Mouth"           | Mayer          | 3:45    |  |
| 4.                         | "Your Body Is a Wonderland" | Mayer          | 4:09    |  |
| 5.                         | "Neon"                      | Mayer; Cook    | 4:22    |  |
| 6.                         | "City Love"                 | Mayer          | 4:00    |  |
| 7.                         | "83"                        | Mayer          | 4:50    |  |
| 8.                         | "3×5"                       | Mayer          | 4:50    |  |
| 9.                         | "Love Song for No One"      | Mayer; Cook    | 3:21    |  |
| 10.                        | "Back to You"               | Mayer          |         |  |
| 11.                        | "Great Indoors"             | Mayer          | 3:36    |  |
| 12.                        | "Not Myself"                | Mayer          | 3:40    |  |
| 13.                        | "St. Patrick's Day"         | Mayer          | 5:21    |  |
| Duração total:             | Duração total:              | Duração total: | 54:19   |  |

| Disco bônus da Columbia dos Estados Unidos com vídeo bônus VCD (Uma Sessão Íntima com John Mayer) |                                                                                               |         |  |
| N.º                                                                                               | Título                                                                                        | Duração |  |
| 1.                                                                                                | "EPK An Intimate Session with John Mayer" (video)                                             | 6:15    |  |
| 2.                                                                                                | "Back to You" (acústico)                                                                      |         |  |
| 3.                                                                                                | "No Such Thing" (acústico)                                                                    |         |  |
| 4.                                                                                                | "Lenny" (ao vivo)                                                                             |         |  |
| 5.                                                                                                | "The Wind Cries Mary" (Versão cover da banda The Jimi Hendrix Experience ao vivo no X Lounge) |         |  |

Nota: No relançamento da Columbia, "St. Patrick's Day" é consistentemente listado como faixa 14; A faixa 13 é uma música não listada com duração de 0:04 e às vezes até 0:00.

## Equipe e colaboradores
Todos os números das faixas se correlacionam com os do lançamento do álbum na Columbia.

### Músicos
- John Mayer — vocal; guitarra; violão; Korg Triton sintetizador nas faixas 1, 4, 7, 10 e 11; omnichord nas faixas 1, 5, 10 e 12; piano and vibrafone na faixa 4; vibraslap na faixa 7; piano na faixa 8; percussão na faixa 11
- David LaBruyere — baixo em todas as faixas
- Nir Zidkyahu — bateria nas faixas 1, 2, 3, 4, 5, 7, 9, 10, 11, 12 and 14, loops nas faixas 2 e 5, percussão na faixa 6
- Brandon Bush — órgão Hammond nas faixas 1, 2, 3, 7, 9 e 14; piano elétrico Wurlitzer nas faixas 1, 4 e 9; piano Rhodes nas faixas 5 e 14; mellotron nas faixas 12 e 14
- John Alagia — percussão nas faixas 1, 2, 3, 4, 5, 8 e 9; guitarra nas faixas 5 e 9; órgão Hammond nas faixas 4 e 6; piano elétrico Wurlitzer na faixa 6; guizos na faixa 14; produção; mixagem nas faixas 2, 5, 6, 11, 12 e 14; engenharia de áudio
- Clay Cook — vocal de apoio nas faixas 2, 5 e 9
- Doug Derryberry — vocal de apoio nas faixas 2, 5 e 9
- Chris Fischer — congas na faixa 4
- Carole Rabinowitz — violoncelo na faixa 6
- Jon Catchings — violoncelo na faixa 6
- Kristin Wilkinson — viola na faixa 6
- David Angell — violino na faixa 6
- David Davidson — violino na faixa 6
- Jerry Marotta — bateria na faixa 8

### Produção
- Jack Joseph Puig — mixagem nas faixas 1, 3, 4, 7, 8, 9 e 10
- Jeff Juliano — mixagem nas faixas 2, 5, 6, 11, 12 e 14; engenharia de áudio; engenharia de Pro Tools
- Scott Hull — masterização
- John Mark Painter — arranjos de cordas
- Dan Fallon — arte de capa
- Alex Fallon — arte de capa
- Joshua Kessler — fotografia